# Epsomite
Épsomite
L'epsomite ou épsomite est une espèce minérale fréquente constituée de sulfate de magnésium heptahydraté de formule MgSO4 • 7 H2O. Cette espèce forme parfois de rares cristaux prismatiques pouvant atteindre 8 cm.
Ce minéral évaporite de genèse secondaire constitue des formations rocheuses, fragile, tendres et très légères, soluble dans l'eau, au goût amer et salé. Dans les anciennes mines de minerais sulfurés, l'epsomite en incrustation sur les parois contient des traces d'ions d'éléments métalliques de transition, Ni, Fe, Co, Mn, Zn...

## Caractéristiques physico-chimiques
Le sel d'Epsom, de qualité cosmétique et alimentaire, était et est encore commercialisé : il s'agit du minéral epsomite extrait de gisement souterrain de la roche homonyme, purifié par un procédé physique et recristallisation. Il a l'aspect d'une poudre blanche, parfois légèrement colorée, à base de cristaux de petite taille, entre 2 et 3 mm, de maille rhomboédrique. Sa densité se situe entre 1,67 et 1,68. Sa solubilité dans l'eau pure est élevée : 72,4 g pour 100 g d'eau à 0 °C, 178 g à 40 °C. Il est soluble dans l'alcool à 90°.
L'heptahydrate de sulfate de magnésium, qui se décompose vers 70 °C, peut être aussi orthorhombique ou monoclinique. 
- La forme minérale epsomite, la plus commune, blanche à incolore, parfois rosée, jaunâtre, rougeâtre ou verdâtre par les impuretés, est orthorhombique. Sa solubilité dans l'eau pure s'élève à 18 g d'équivalent sulfate de magnésium (36,85 g d'epsomite) pour 100 g d'eau pure à 0 °C, 22 g à 10 °C, 25,2 g à 20 °C, 28 g à 30 °C, 30,8 g à 40 °C, 33,4 g à 50 °C, 35,3 g à 60 °C.
- La forme monoclinique est probablement proche d'une forme polymorphique métastable, par exemple due à un facteur d'instabilité de structure ou un asséchement passager, si on considère l'hexahydrate de sulfate de magnésium de structure monoclinique. En effet, l'heptahydrate se décompose vers 70 °C. Sa solubilité s'élève à 71 g d'équivalent sulfate de magnésium (145,39 g d'epsomite) pour 100 g d'eau pure à 20 °C, 91 g (186,35 g d'epsomite) à 40 °C. Il est peu soluble dans l'alcool et la glycérine.

L'epsomite exposé à l'air libre perd son eau. Il devient mat. L'hexahydrate de sulfate de magnésium, minéral naturel analysé et inventorié par Robert Angus Alister Johnston en 1911, se nomme hexahydrite.
La perte de 6 molécules d'eau est rapide à partir de 150 °C. La perte des 7 molécules est assurée vers 200 °C. Il existe ainsi un heptahydrate, un hexahydrate et un monohydrate de sulfate de magnésium. Ce dernier corps chimique correspond à l'espèce naturelle kiesérite.
L'heptahydrate est le précipité que forme une solution aqueuse de sulfate de magnésium, à température ambiante. C'est aussi l'origine supposée de l'epsomite. Ce minéral et cette roche évaporitique ont été découverts près d'une source minérale aux environs d'Epsom, dans le comté de Surrey.

## Inventeur et étymologie
Décrite par Jean-Claude Delamétherie en 1806, le nom fait référence au gisement topotype. François Sulpice Beudant vulgarise ce mot.

## Gisement topotype
- Epsom, Surrey, Angleterre.

## Cristallographie
- Paramètres de la maille conventionnelle : {\displaystyle a} = 11,86 Å, {\displaystyle b} = 11,99 Å, {\displaystyle c} = 6,858 Å ; Z = 4 ; V = 975,22 Å3
- Densité calculée = 1,68 g cm−3

## Cristallochimie
- L'epsomite forme deux séries complètes l'une avec la goslarite et l'autre avec la morénosite[g].
- L'epsomite est le chef de file d'un groupe de minéraux isostructuraux qui porte son nom.

### Groupe de l'epsomite
- Epsomite MgSO4•7(H2O)
- Goslarite ZnSO4•7(H2O)
- Morénosite NiSO4•7(H2O)

## Synonymie
- Reichardite
- Seelandite (Brunlechner 1891)[5] trouvée dans la mine de Wolfbauer, Lölling, Huttenberg en Carinthie, Autriche. Ce minéral a été longtemps considéré comme une variété de pickeringite, jusqu’à ce qu'elle ait été rattachée à l'epsomite par le minéralogiste Heinz Meixner en 1950[6].
- Bittersalz, sel de Sedlitz, sel d'Epsom

## Variétés et mélange

### Mélange
- Aromite (Darapsky 1890)[7] Mélange d'epsomite et de pikéringite trouvée à Pampa de Aroma, Negreiros, Province d'Iquique, Région de Tarapacá , Chili.

### Variétés
- Cobalto-epsomite : Variété cobaltifère d'epsomite de formule idéale (Mg,Co)SO4•7(H2O).
- Ferroepsomite (Vertushkov 1939) : Variété ferrifère d'epsomite de formule idéale (Mg,Fe2+)SO4•7(H2O)[8]
- Fausérite (Breithaupt 1865) [9] : Variété manganésifère (Maganoan-epomite des anglo-saxons) d'epsomite de formule idéale (Mg,Mn)SO4•7(H2O).

## Gîtologie
Ce minéral de genèse secondaire forme des masses rocheuses massives, mais aussi des efflorescences ou des dispersions poudreuses. Il se forme en paragenèse avec la halotrichite et la mélantérite, avec la kiesérite. On le retrouve :
- Avec les évaporites, strates de dépôts, mais aussi en efflorescence par exemple à Stassfurt, en Saxe. Par dispersion éolienne, les efflorescences se retrouvent dans les déserts de l'Arizona, du Chili et de la Tunisie.
- Par précipitations à partir d'eaux-mères, souvent lacustres : dépôts actuels temporaires au bord des lacs salés durant les saisons sèches et plus fraîches, voire froides.
- Par précipitation à partir d'eaux thermales chaudes, mais aussi plus froides, dépôts commun à partir d'eaux sulfatées froides.
- Incrustation au griffon des sources d'Epsom, dans le Surrey, et de Sedlitz, en Bohême.
- Sur les parois des mines, comme résultats de l'oxydation des divers minerais de sulfures (Zn2+, Ni2+, copiapite magnésienne...) en présence de calcaire magnésien, et des grottes creusées dans des dolomites et des carrières dolomites.
- Produit des fumerolles.
- En incrustation dans la houille en croûtes fibreuses ou dans les calcaires magnésiens.
- Minéral présent dans les météorites.

### Minéraux associés
Hexahydrite, kiesérite, chalcanthite, pickeringite, halotrichite, alunogène, mélantérite, rozénite, gypse, mirabilite et autres sulfates.
Mais aussi aragonite, calcite, pyrite et pyrrhotite.

## Gisements remarquables
- Afrique du Sud : lits d'évaporites marines insérées dans les couches sédimentaires
- Allemagne : gisement de Stassfurt.
- Belgique

Mont-des-Groseillers, Blaton, Mons, Province de Hainaut
- Canada :

Ashcroft, en Colombie britannique
- États-unis, surtout avec les évaporites des lacs salés

De gros cristaux, d'environ 2 à 3 mètres, sont observables autour des lacs salés des Monts Krüger, par exemple à Oroville, État de Washington ou à Carlsbad, Nouveau-Mexique.
Vallée de la Mort, Californie.
Formations anciennes de l'Albany County, Wyoming.
El Tiro Mine, Arizona.
- Espagne

Grotte d'Arcilla, Calatayud, Zaragoza, Aragón 
- France

Le Terret, Blesle, Haute-Loire, Auvergne.
Avec le sel gemme des Landes et des Pyrénées Atlantiques.
À Amélie-les-Bains, Pyrénées orientales, notamment avec les sources thermales.
Dans l'Hérault.
- Grande-Bretagne

Epsom dans le Surrey en Angleterre
- Italie

Solfatare, champs Phlégréens, golfe de Pouzzoles, ville métropolitaine de Naples, Campanie 
Sources chaudes et fumerolles près du mont Vésuve en général.
- Kazakhstan et Kirghizstan

Lacs magnésiens du Djaman-Klytch et de Djelonsk.
- Suisse

Concrétions et croûtes dans les tunnels et mines.
- Tchéquie

Mines d'Hodruša, près de Banská Štiavnica.
- Tunisie : Sbkhat Melah Zarzis dans le sud du pays.

## Usages
Ils sont semblables au sulfate de magnésium, par exemple pour le mordançage, dans l'industrie des cuirs et parchemins, ou pour les emplois pour l'industrie papetière ou sucrière.